# Claës Lilliehöök
Claës Sixten Lilliehöök, född den 9 november 1841 i Gillberga socken, Värmland, Värmlands län, död den 27 februari 1929 i Stockholm, var en svensk militär och bankman. Han var bror till Gösta och Hugo Lilliehöök samt far till Eric Lilliehöök.
Lilliehöök blev underlöjtnant vid Bohusläns regemente 1861, löjtnant 1867, kapten 1878, major 1888 och överstelöjtnant 1895. Han beviljades avsked från regementet och befordrades till överste i armén 1899. Lilliehöök beviljades avsked ur krigstjänsten 1900. Han blev ordförande i styrelsen och verkställande direktör för Bohusläns enskilda banks avdelningskontor i Lysekil 1883. Lilliehöök vilar på Solna kyrkogård.